# Sainsbury Centre for Visual Arts
Il Sainsbury Centre for Visual Arts (in italiano Centro Sainsbury per le arti visive) è una galleria d'arte e museo situato sul campus della University of East Anglia, a Norwich in Inghilterra. L'edificio, che contiene una collezione di arte mondiale, è stato uno dei primi edifici pubblici ad essere progettati dagli architetti Norman Foster e Wendy Cheesman, completato nel 1978.